# Árquias
Árquias (Arkhias) foi um personagem da mitologia ou história grega, ao qual os antigos gregos atribuíam a fundação de Siracusa.

## Biografia
Segundo Plutarco, Árquias era natural de Corinto, e apaixonou-se por Acteão, belo mancebo filho de Melisso, passando a cortejá-lo. 
Fracassando em seu propósito, decidiu raptar o jovem durante uma festa. Mas a família de Melisso reagiu e na luta que se travou, Acteão acabou sendo morto. Tendo apelado, sem êxito, para a Justiça de Corinto, Melisso escalou o templo de Posídon e do alto da construção clamou ao deus, pedindo vingança pelo assassinato do filho. Em seguida, lançou-se contra as rochas próximas ao santuário. Não demorou para uma longa seca e outros dissabores se abatessem sobre a cidade, interpretadas pelo Oráculo como manifestação da cólera de Poseidon. 
Para escapar de punição mais severa, Árquias resolveu exilar-se na Sicília, acompanhado por um grupo de coríntios, seus amigos. Na ilha, eles fundaram a cidade de Siracusa. 